# Maestro Jacobo
Maestro Jacobo (ca. 1220 - Murcia, 1294), fue un jurista de la Corona de Castilla, al servicio del rey Alfonso X el Sabio. A él se debe en parte el código de las Siete Partidas y otras obras, como la llamada Flores del Derecho o Flores de las Leyes, Doctrinal de los Pleitos y Los Nuevos Tiempos de los Pleitos. Es conocido por muy variados nombres, como Jácome Ruiz o Jacobo Ruiz, Giacomo de Giunta o Jacobo de Junta, Jacobo el de las Leyes o Jacobo de las Leyes (convirtiendo su sobrenombre en apellido).
Se ignora su procedencia, siendo para algunas fuentes italiano (de Génova o Florencia) y para otras de la Corona de Aragón (de donde habría venido como parte del séquito de la reina reina Violante). Parece que se doctoró en Derecho por la Universidad de Bolonia, lo que explicaría la orientación romanista de su legislación.
Residió en la capital del reino de Murcia durante unos cuarenta años, y parece ser que se recurrió a su influencia en la corte papal para obtener el traslado de la sede catedralicia de Cartagena a Murcia.
En 1302 se mandó construir en la catedral una capilla funeraria bajo la advocación de los santos Simón y Judas, en el lugar cedido por el cabildo en un documento de 21 de marzo de 1295 a quien ya era su viuda: "para sepultura del dicho maestro Jacobo et de vos doña Juana su muger y de los hijos suyos y vuestros y de los que vernan después de vos". Una tal Beatriz, enterrada en la misma capilla, aparece en unas fuentes como su madre y en otras como su esposa.